# Regio X Venetia et Histria
Regio X era una din regiunile administrative prin care Augustus a împărțit Italia, prin anul 7, în mod obișnuit cunoscută astăzi sub numele de Regio X Venetia et Histria.

## Denumiri
Denumirile regiunilor Italiei, împărțite de Augustus, nu erau decât numerice; doar sursele academice actuale au atribuit numelui oficial roman câte un adjectiv care desemnează teritoriul. Regiunii X i-a fost adăugat adjectivul venetia, pentru veneti, populația care trăia în zonă înaintea romanilor, în timp ce Histria derivă de la tribul ilir al histrilor.

## Teritoriul

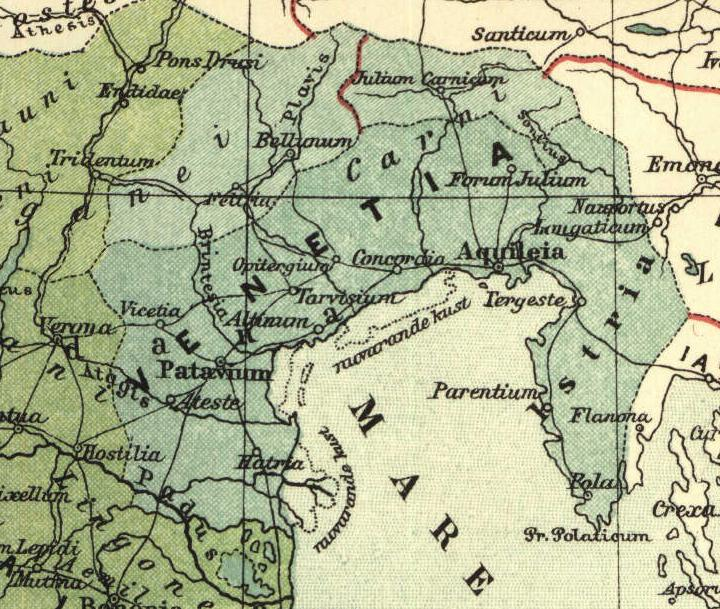
Harta teritoriului descris în această secțiune

Teritoriul se întindea de la Adda la Tagliamento, dincolo de Carso, Istria.
Venetia era partea locuită de poporul venetilor, de la cre a luat numele, un popor deja cunoscut de greci și de etrusci, cu care făceau comerț, în timp ce Friul era locuit îndeosebi de celți, între care se distingeau carni. Colonizarea romană a început în secolul al II-lea î.Hr., perioadă în care Aquileia a fost fondată (181 î.Hr.) colonie romană de drept latin și ca poziție defensivă.

### Principalele orașe ale Regio X

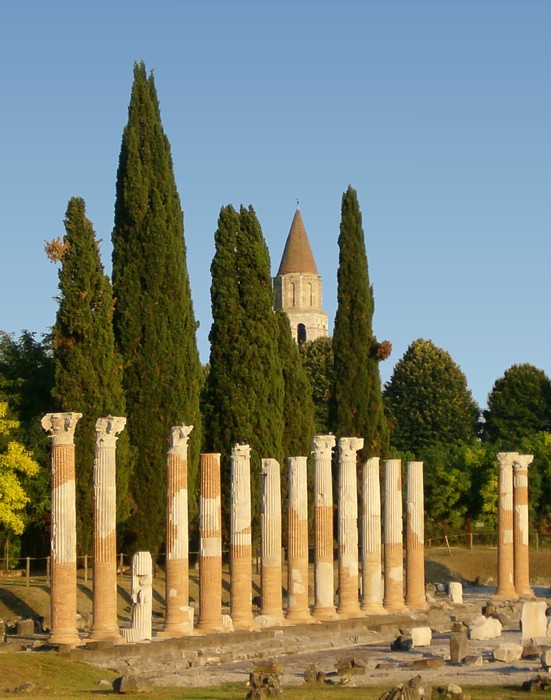
Ruine romane la Aquileia.

#### Aquileia
Aquileia era situată în Friul, fiind al patrulea oraș din peninsulă.
Important port pe fluviul Natissa, Aquileia era un nod al traficului adriatic spre Europa septentrională (via Iulia Augusta) și spre Iliria. Aquileia își datora importanța mai ales poziției sale strategice comerciale și militare, pe Marea Adriatică și aproape de Alpii Orientali, permițând Romei să controleze mai eficace Europa Orientală.
În campaniile sale, Iulius Caesar obișnuia să-și ducă legiunile la iernat, la Aquileia. Grecul Strabon, geograful acelei epoci, într-o secvență a operei sale, notează că portul Aquileia (colonie „edificată ca fortificație contra barbarilor”), centru comercial pentru populațiile ilirice care locuiau de-a lungul Istrului.

#### Opitergium

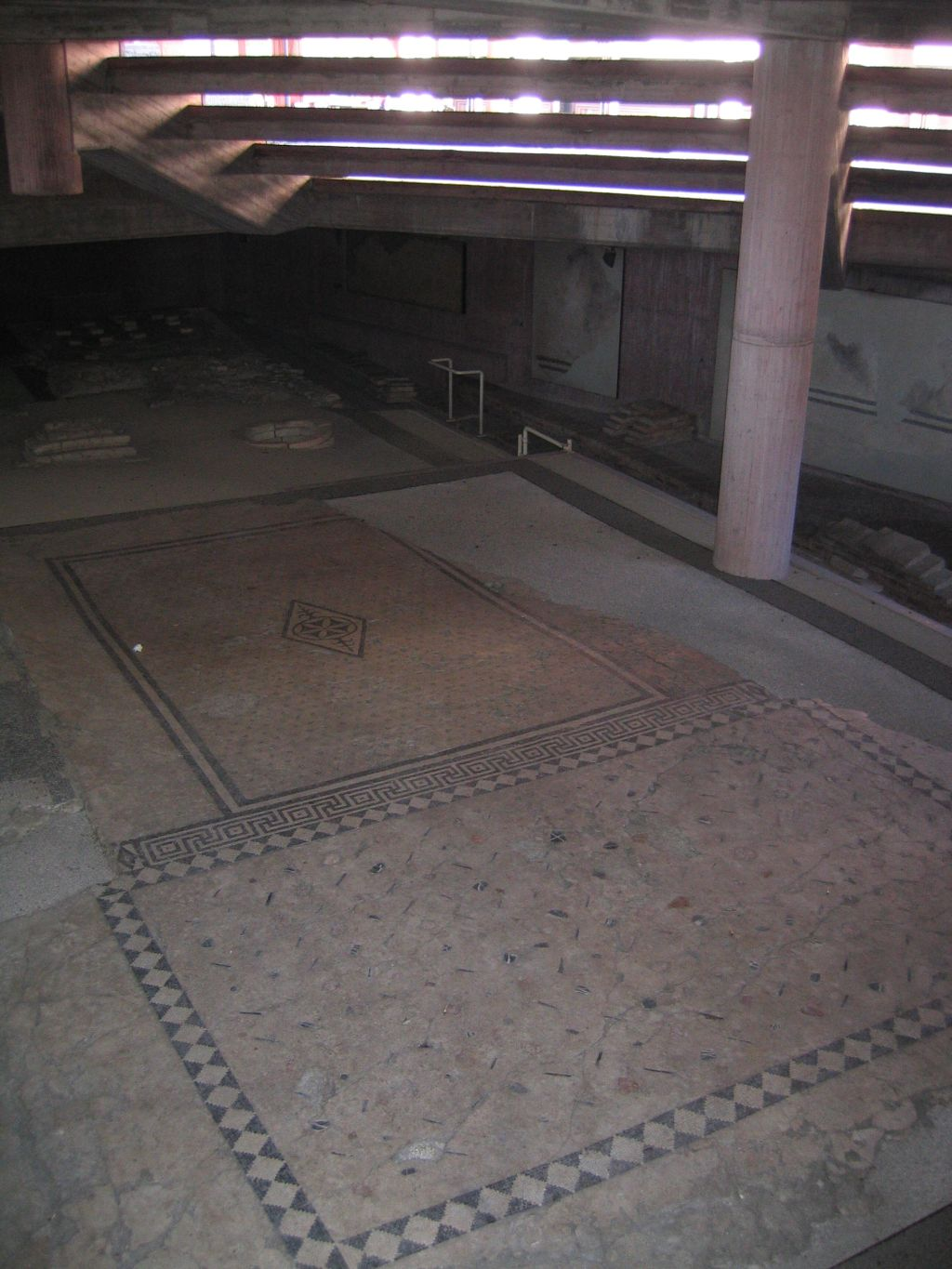
Oderzo, Forul Roman

Actualul Ordezo, fondat de paleoveneti, a trecut treptat sub control roman devenind municipium, prin hotărârea lui Iulius Caesar. Era un centru de mare importanță stratregică, la egală distanță de Piave și de Livenza, precum și în direcția  nord-sud de Consiglio, numit atunci Opitergini, și de laguna Veneției, în epocă laguna opitergina. Teritoriul său se întindea, înainte de dezvoltarea Concordia Sagittaria, până la fluviul Tagliamento.
Începând cu secolul al II-lea, orașul a fost de mai multe ori jefuit de barbari, până la distrugerea completă de Grimoald I de Benevent, în jurul anului 667.

#### Patavium
În timpul dominației romane, Patavium (Padova din zilele noastre) devenise unul dintre cele mai bogate orașe ale Imperiului Roman și care, mulțumită creșterii cailor, era unica localitate din Italia care avea circ, ca și Roma. În epoca lui Augustus, Patavium devenise parte a Regio X, care avea capitala la Aquileia, de care era legat prin Via Annia, care pleca de la Adria.
În 452 - 453, orașul a fost devastat de hunii lui Attila.

#### Forum Iulii
Legătura dintre Iulius Caesar și această regiune este dată de faptul că denumirea de Friul derivă chiar din sintagma Forum Iulii, adică forumul lui Iulius Caesar, actualul Cividale del Friuli.
În secolul al V-lea, după distrugerea Aquileiei de către huni, Cividalle și-a mărit numărul locuitorilor și importanța strategică.

#### Cremona
Fortificat de romani, în 218 î.Hr., ca și castru, împreună cu orașul Piacenza, pe malurile Padului, Cremona a fost un important centru al regiunii padane, în întreaga perioadă a Republicii Romane. În anul 69, a fost asediat și distrus de trupele lui Vespasian, opuse celor ale lui Vitellius, apoi reconstruit cu ajutorul aceluiași împărat. O lungă perioadă de timp, orașul dispare din cronica istoriei, Cremona fiind citată în puține documente, sau numită în legătură cu unele personaje istorice.

#### Verona
Raporturile dintre Roma și Verona au început prin secolul al III-lea î.Hr.. Verona a devenit colonie prin Lex Pompeiana, în 89 î.Hr.. În 42 î.Hr., Verona a încetat să mai fie colonie și a devenit municipium.

#### Pietas Iulia

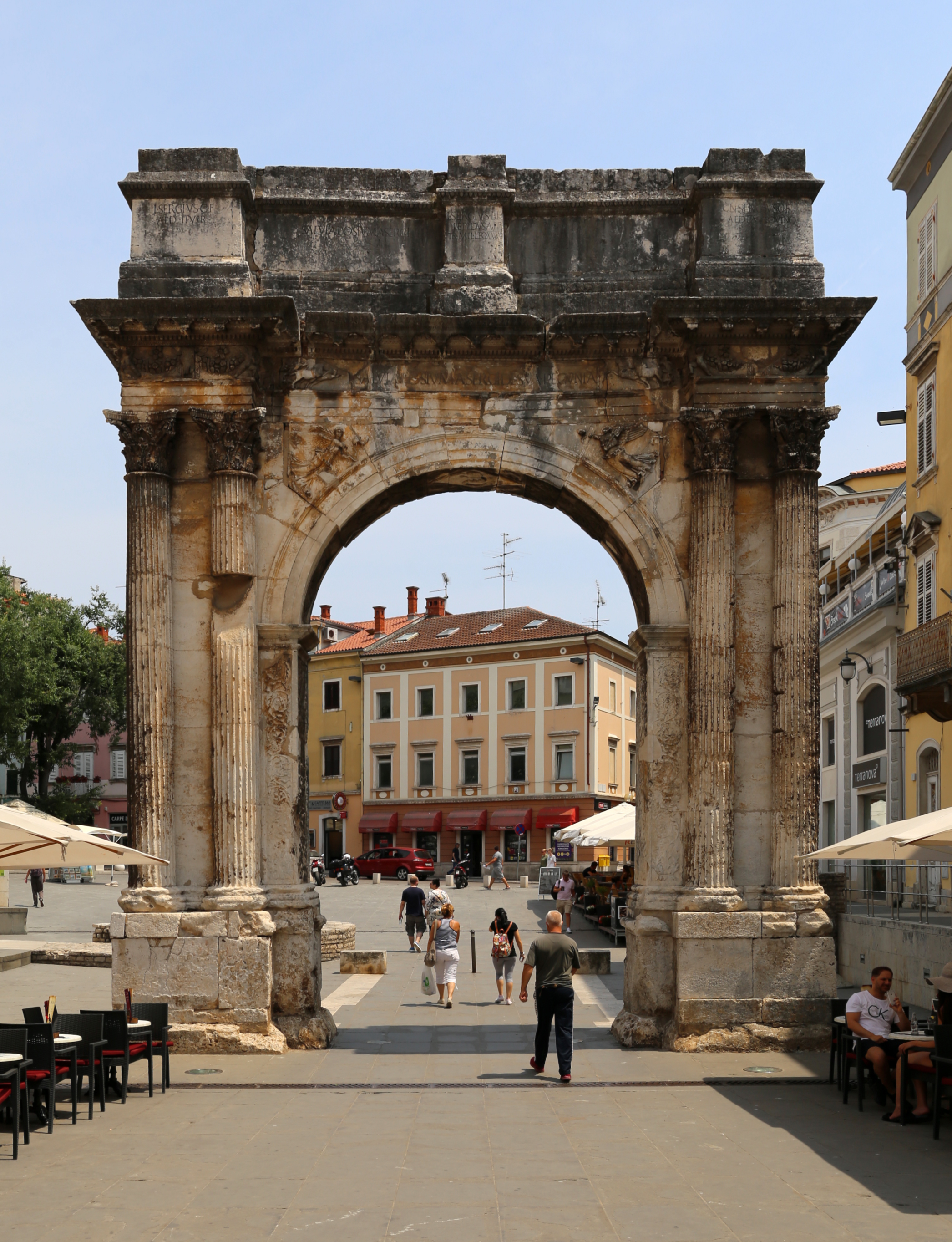
Pietas Iulia, Porta Aurea

Colonizarea romană semnificativă a început în secolul I î.Hr., odată cu includerea orașului în Regio X, de către Augustus.
Mai târziu, orașul a intrat, pe rând, sub dominația ostrogoților, francilor și venețienilor. Istoria orașului a continuat să reflecte amplasarea și importanța sa, la fel ca cea a regiunii, în redesenarea granițelor europene.

## Arheologie
Identificarea istorică și etnică a teritoriului poate fi stabilită de prezența, pe siturile arheologice, a instalațiilor venete, marcate de caracterul materialelor specifice și a urnelor funerare, adesea denumite venete, fără o altă specificație.